# Werner Scheffel

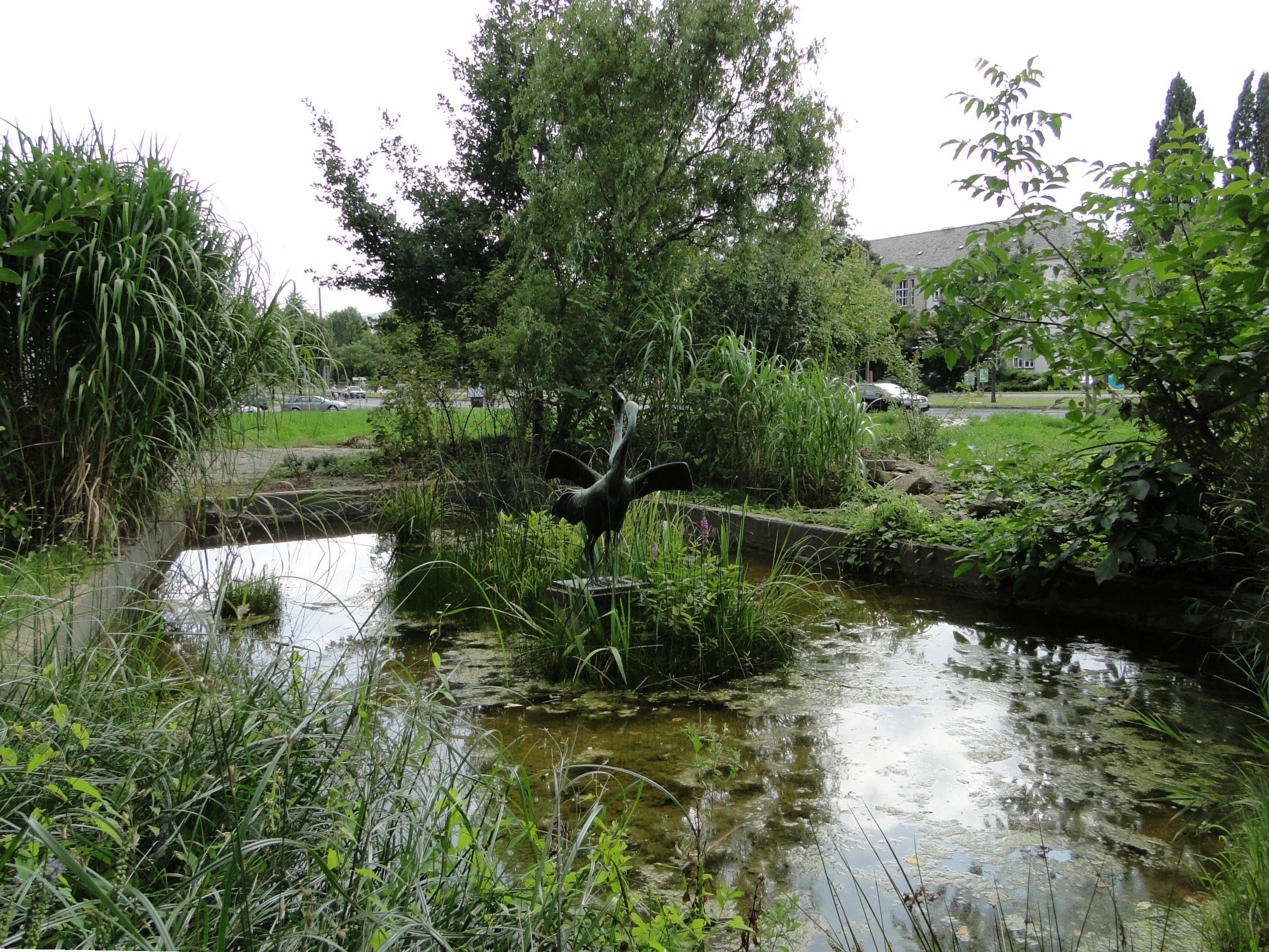
Kranichbrunnen an der TUD, entworfen von Scheffel

Werner Scheffel (* 1912 in Leipzig; † 7. Oktober 1996 in Dresden) war ein deutscher Bildhauer, Medailleur, Maler und Grafiker.

## Leben
Nach dem Abschluss der Grundschule macht Scheffel von 1926 bis 1930 in Leipzig eine Ausbildung zum Lithographen, wozu auch der Besuch der Fachschule für Flachdruck gehörte. Daneben nahm er Zeichenunterricht bei Alfred Frank. 1928 trat der der SPD bei. Ab 1930 war er mit dem SPD-Politiker Hermann Liebmann, seinem späteren Schwiegervater, politisch aktiv. Ab 1930 studierte Scheffel an Staatlichen Akademie für Graphik und Buchgewerbe in Leipzig, u. a. bei Max Schwimmer. Nach dem Machtantritt der Nazis musste er 1933 die Schule ohne Abschluss verlassen. Er arbeitete danach als Lithograf und nach einer Lungenverletzung ab 1944 als Lehrkraft im Schuldienst für Kunsterziehung und Deutsch. Nach dem Ende der Nazi-Diktatur war Scheffel von 1945 bis 1948 Neulehrer und Leiter der Grundschule in Obercunnersdorf. Ab 1946 gehörte er wieder der SPD, dann der SED an. Ab 1948 arbeitete er als freischaffender Grafiker und Bildhauer. Bis zu seiner Invalidisierung 1975 hatte Scheffel politische und kulturpolitische Funktionen. 1951/1952 war er Sekretär des Landesverbandes Sachsen im Verband Bildender Künstler der DDR, 1953 Sekretär in der zentralen Leitung des Verbands, ab 1953 Oberreferent für Bildende Kunst beim Rat des Bezirkes Dresden, 1954 bis 1972 Sekretär des künstlerischen Beirates, dann bis 1977 Kustos der Technischen Universität Dresden. Dem Beirat oblag die Vergabe von Aufträgen an Künstler und der Aufkauf von Werken. In der Amtszeit Scheffels wurden nahezu 1000 Arbeiten angekauft, darunter entgegen dem damaligen offiziellen Kunstverständnis auch solche von Hermann Glöckner, Wilhelm und Max Lachnit, Hermann Naumann und Curt Querner. 1975 wurde er aus seiner Funktion gedrängt, nachdem er nonkonfigurative Reliefs des Bildhauers Siegfried Schade (1930–2015) an einem Studentenwohnheim befürwortet hatte.
Neben seiner administrativen Tätigkeit war Scheffel weiter künstlerisch als Bildhauer und Grafiker und Maler tätig. U.a. übernahm die Konzeption zur Gestaltung der Gedenkstätte Münchner Platz Dresden. Der Maler Jürgen Schieferdecker urteilte: „Wer das Schaffen Werner Scheffels würdigen will, wird bei der Betrachtung seines umfangreichen Werkes als Grafiker und Bildhauer nicht vergessen dürfen, dass dies alles neben einem aufopferungsvollen Tagewerk als praktischer Kulturpolitiker entstanden ist.“
Scheffel war an der Erarbeitung des künstlerischen Nachlasses des Bildhauers Eugen Hoffmann beteiligt. Auch nach der Berentung 1977 blieb er neben seiner künstlerischen Arbeit kulturpolitisch aktiv.
Scheffel war seit 1939 mit Dr. med. dent. Hilde, geb. Liebmann, verheiratet. Sie hatten zwei Söhne: Peter (* 28. Februar 1941) und Matthias (* 16. Oktober 1943).

## Darstellung Scheffels in der bildenden Kunst
- Eva-Schulze-Knabe: Werner Scheffel (Tafelbild, Mischtechnik; 1970)[3]

## Werke (Auswahl)

### Bildhauerei
- Käthe Kollwitz (Bronze, um 1957)[4]
- Koreanischer Student (Bronze; um 1959)[5]
- Eva Schulze-Knabe (Bronze, 1977)[6]

### Malerei und Grafik

#### Tafelbilder
- Familienbild (Tafelbild, 1940)[7]
- Gemüse-Stillleben (Tafelbild, Öl, 60 × 75 cm)[8]

#### Lithografien
- Moskau (1965)[9]
- Zwinger. Kronentor (1976)[10]
- Lamas (um 1990)[11]

## Ausstellungen (unvollständig)

### Einzelausstellungen
- 1959 und 1968 Görlitz, Städtische Kunstsammlung
- 1968: Graz, Neue Galerie am Landesmuseum Joanneum
- 1982: Dresden, Glockenspielpavillon des Zwingers

### Ausstellungsbeteiligungen
- 1948: Leipzig, Museum der Bildenden Künste (Leipziger Kunstausstellung)

- 1953: Dresden, Dritte Deutsche Kunstausstellung

- 1970: Berlin, Altes Museum („Im Geiste Lenins“)

- 1974, 1979 und 1985: Dresden, Bezirkskunstausstellungen